# Physiomorphus mimeticus
Physiomorphus mimeticus es una especie de coleóptero de la familia Mycteridae.

## Distribución geográfica
Habita en Perú y Brasil.